# Caldera de Corregidor
Caldera de Corregidor es una caldera extinta volcánica situada en la entrada de la Bahía de Manila en la República de Filipinas. La caldera está compuesta por las islas de Corregidor y Caballo en la provincia de Cavite, que se cree que es el borde expuesto del volcán.
Corregidor está clasificado por vulcanólogos filipinos como una caldera potencialmente activa con una elevación de 173 metros en su borde (568 pies) y un diámetro de base de 4 kilómetros (2,5 millas).